# Факундо Бертольйо
Факу́ндо Даніе́ль Берто́льйо (ісп. Facundo Daniel Bertoglio; 30 червня 1990, Сан-Хосе-де-ла-Ескіна, провінція Санта-Фе, Аргентина) — аргентинський футболіст, півзахисник грецького клубу «Астерас» (Триполі).

## Клубна кар'єра

### «Колон»
Факундо дебютував за «Колон» (Санта-Фе) 2 травня 2009 року в матчі проти «Аргентинос Хуніорс», що завершився з рахунком 2:0. Прогрес відбувався швидко і вже через рік він став не просто гравцем основи, а одним із ключових виконавців.
В Аргентині багатьом гравцям прийнято давати прізвисько. Бертольйо журналісти і вболівальники прозвали La Joya (в перекладі з іспанської — «Коштовність», «Дорогоцінність»), яке говорить про ставлення вболівальників до нього і його значущість у грі команди.
Усього в чемпіонаті Аргентини за «Колон» зіграв 42 матчі й забив 4 м'ячі. У Кубку Лібертадорес провів 2 матчі й забив 1 гол.

### «Динамо» (Київ)

#### Сезон 2010/11
20 травня 2010 року «Динамо» (Київ) підписало контракт із футболістом. Термін угоди був розрахований на п'ять років. За деякими даними сума відступних становила 8 мільйонів євро. У новій команді Бертольйо зміг отримати той же номер, що і в попередній команді — 18. Крім «Динамо», зацікавлені в послугах футболіста були також «Бенфіка», «Атлетіко» (Мадрид) і кілька команд з Аргентини. Проте, Бертольйо перевагу віддав саме українському клубові, пояснивши це тим, що «Динамо» дає йому можливість виступати в Лізі чемпіонів, а також може зіграти позитивну роль у подальшій кар'єрі.
Дебютував за «Динамо» 17 липня 2010 року в матчі другого туру чемпіонату України сезону 2010—2011 проти сімферопольської «Таврії», де відразу ж відзначився гольовою передачею. Однак, провівши ще кілька ігор, у контрольному матчі з «Єдністю» Бертольйо пошкодив гомілкостоп. Також виникли проблеми зі стегном.
Виявилося, що при медогляді в «Динамо» перед підписанням контракту він приховав від лікарів давню травму сухожилля, яка переслідувала його ще в Аргентині. Через ці проблеми він практично втратив у «Динамо» півтора року, не маючи можливості грати. У липні 2011 року його прооперували в Італії. Операція пройшла невдало, і довелося оперувати повторно. Курс відновлення проходив в Італії. Бертольо зміг почати працювати в загальній групі лише в жовтні 2011 року.
У результаті, у сезоні 2010/11 півзахисник провів лише чотири гри в чемпіонаті й по одній у кубку України і кваліфікації Ліги чемпіонів.

#### Сезон 2011/12
Восени 2011 року аргентинець був переведений до молодіжної команди і при Юрію Сьоміні Бертольйо не зіграв жодного офіційного матчу за першу команду «біло-синіх».
Узимку 2012 року Факундо провів два підготовчих збори з «Динамо» в іспанській Марбельї, за підсумками яких тренерський штаб вирішив віддати футболіста в оренду для набуття ігрової практики. 16 лютого 2012 року Бертольйо перейшов на правах оренди до кінця червня у бразильський «Ґреміу».

#### Сезон 2012/13
30 червня, після завершення терміну оренди, аргентинець повернувся в «Динамо». Сам Бертольо не приховував бажання залишитися в «Ґреміу», проте встановлена «Динамо» сума відступних у розмірі 4 млн євро виявилася занадто високою для бразильського клубу. «Ґреміу» був готовий ще раз орендувати Факундо, однак цей варіант кияни не розглядали. Футболіст висловив щирі співчуття з приводу відходу з «Ґреміу», за який він провів 14 матчів і забив п'ять голів, після чого приєднався до «Динамо» на зборах в Австрії й був уключений до заявки на новий сезон під тим же 18 номером. Проте вже в липні повернувся на правах оренди в «Ґреміу» ще на один сезон, проте виходив на поле лише в матчах чемпіонату штату.

#### Сезон 2013/14
Улітку 2013 року повернувся в «Динамо», проте майже одразу, разом з одноклубником Андресом Ескобаром, відправився в річну оренду з правом викупу у французький «Евіан», що виступав у Лізі 1.

#### Сезон 2014/15
Повернувшись у «Динамо» перед стартом сезону 2014/15, провів із командою другу частину передсезонних тренувальних зборів. Однак на чемпіонат заявлений не був і відправився в річну оренду в аргентинський «Тігре».

### Подальша кар'єра
Наприкінці серпня 2016 року став гравцем кіпрського клубу АПОЕЛ, підписавши контракт за схемою «2+1».
Згодом протягом 2018–2020 років грав у Казахстані за «Ордабаси», у Греції за «Ламію» та на батьківщині за «Атлетіко Альдосіві».
12 серпня 2020 року уклав дворічний контракт з грецьким «Арісом».

## Виступи за збірну
У національній збірній Аргентини дебютував під час тренерства Дієго Марадони 6 травня 2010 в товариському матчі зі збірною Гаїті, що завершився 4:0. У першому ж матчі оформив дубль.

## Ігрові дані
Бертольйо найбільш комфортно почуває себе на позиції атакувального півзахисника, діючи ближче до одного із флангів. Факундо — правша, проте зовсім не одноногий. Більш того, більшу частину ігрового часу і в «Колоні», і в єдиному матчі за національну збірну Аргентини він проводив саме на лівому фланзі.
Головне достоїнство футболіста — швидкість, але при цьому важливо відзначити, що він не просто бігун, а ще й думаючий і творчий гравець. Порівняно невеликі антропометричні дані дозволяють Факундо миттєво набирати швидкість і тікати від суперників. Крім цього, ці швидкісні дані виявляються не тільки на коротких дистанціях, але й у тривалих забігах.
Проте, важливим фактором для гравця є вільний простір. Коли перед ним з'являються зони, а суперники дозволяють набрати швидкість, зупинити його неймовірно складно. При цьому особливим дриблінгом Бертольйо не володіє, проте завдяки своєчасному маневруванню та зміні вектора руху гравцю нескладно обійти на швидкості суперників. Але у випадках, коли аргентинця щільно опікають і треба не просто встояти на ногах, але і зберегти м'яч, уся перевага у швидкості й рухливості нівелюється. А в боротьбі корпус у корпус він безперечно слабкіше. У таких випадках у пригоді Бертольйо стає вміння обігруватися через партнерів, у якому Факундо демонструє справжню винахідливість.
Гра в обороні не його сильна сторона. Він практично завжди грає тільки попереду й не сильно дивиться на свої тили. Свою зону він, звичайно, тримає, однак без особливого ентузіазму й не завжди дограє епізоди до кінця.
При стандартних положеннях біля чужих воріт в основному залишається на відскоці, сподіваючись підібрати м'яч після помилки захисників. Надсильним ударом не володіє, проте з точністю у Факундо все на високому рівні.

## Титули і досягнення
- Чемпіон Кіпру (1):

АПОЕЛ: 2016-17